# Reekie Linn
Reekie Linn är ett vattenfall i Storbritannien.   Det ligger i kommunen Angus och riksdelen Skottland, i den norra delen av landet, 600 km norr om huvudstaden London. Reekie Linn ligger 210 meter över havet.
Terrängen runt Reekie Linn är kuperad åt nordväst, men åt sydost är den platt. Runt Reekie Linn är det ganska glesbefolkat, med 21 invånare per kvadratkilometer. Närmaste större samhälle är Blairgowrie, 11,2 km sydväst om Reekie Linn. Trakten runt Reekie Linn består i huvudsak av gräsmarker.